# Manos Limpias (España)
El Colectivo de Funcionarios Públicos Manos Limpias, conocido como Manos Limpias, es una organización  fundada en 1995 por el abogado y militante de extrema derecha Miguel Bernad, constituida como sindicato de representación de empleados de la función pública española. Su relevancia en España se debe a la repercusión mediática de sus denuncias, relacionadas con la política municipal y nacional. Desde 2015 se ha acusado a esta formación de abuso procesal. En 2024 el Tribunal Supremo constata que actúan con "hechos éticamente cuestionables".

## Trayectoria

### Fundación
La organización fue fundada en 1995, con sede en la calle de Ferraz en Madrid. Su fundador y actual dirigente es Miguel Bernad Remón, abogado y funcionario jubilado relacionado con la ultraderecha española.
Se autodefine como sindicato, y ha participado en elecciones sindicales como las de 2007 y 2011 de las listas de CSIF en el Ayuntamiento de Madrid.

### Denuncias contra jueces
Entre 1997 y 2009 el sindicato interpuso un total de dieciocho querellas, denuncias y quejas en distintos ámbitos contra el juez Baltasar Garzón, todas sin éxito.
Tras presentar una querella en 2006 contra el juez Juan del Olmo, por una supuesta destrucción de pruebas del 11M, el Tribunal Supremo no solo la desestimó, sino que decidió denunciar a su vez a Manos Limpias por los delitos de acusación y denuncia falsas. Sin embargo, la denuncia fue archivada por los juzgados de Plaza de Castilla al considerar que no había delito.
El 27 de mayo de 2009 fue admitida a trámite una nueva querella contra el magistrado Baltasar Garzón, esta vez por presunta prevaricación (haber dictado resoluciones manifiestamente injustas o con conocimiento de su impertinencia), en el procedimiento judicial abierto por el querellado para investigar los crímenes y desapariciones ocurridas en España durante la dictadura franquista.

### Denuncias relacionadas con la homosexualidad
Ha denunciado ante el Defensor del Pueblo la ley que habilitaba los matrimonios entre personas del mismo sexo; a Los Lunnis ante el Defensor del Menor por mostrar una familia de padres del mismo sexo en un episodio; a José Mantero, el párroco de Valverde del Camino que fue el primer sacerdote católico español en reconocer su homosexualidad; y al guardia civil de Mallorca que, a finales de 2002, solicitó convivir en la casa cuartel con su pareja.
Miguel Bernad afirmó en 2006 que un 70 % de las denuncias había prosperado y que el 30 % restante no lo hizo por «falta de medios económicos», en tanto que en 2005 afirmaba que habían ganado «el 30 % de las demandas presentadas».
Asimismo, ha interpuesto denuncias contra las instituciones que apoyan a las selecciones deportivas catalanas; contra piquetes sindicales en una huelga del Metro de Madrid o contra la acampada de los trabajadores de Sintel en el Paseo de la Castellana. En 2003 contra Nunca Máis por un presunto delito de estafa que acabó archivada. También solicitaron al arzobispado de Madrid la suspensión a divinis de los sacerdotes de la parroquia de San Carlos Borromeo.[¿Por qué?]
El 16 de mayo de 2007 denunció ante la fiscalía del TSJC presuntas vulneraciones masivas de los derechos humanos de los reclusos en las prisiones catalanas. En abril de 2008 su denuncia contra Juan María Atutxa (PNV), Gorka Knörr (EA) y Kontxi Bilbao por negarse a disolver el grupo parlamentario Sozialista Abertzaleak llevó a la inhabilitación de los acusados. En julio de 2008, a raíz de las investigaciones policiales sobre varios casos de corrupción urbanística, el diario El País puso en conocimiento de la opinión pública las presuntas relaciones entre el secretario general del sindicato y varios de los comisionistas investigados.
En junio de 2009 denunció al dramaturgo y cabeza de lista a las elecciones europeas de Iniciativa Internacionalista-Solidaridad entre los Pueblos (II-SP), Alfonso Sastre, por supuestas amenazas en un artículo de opinión publicado en el diario Gara.
En marzo de 2011 se personó como acusación particular en el Caso de los ERE falsos de Andalucía. En febrero de 2012 se personó en el Caso Nóos solicitando la imputación de la infanta Cristina de Borbón. En este sentido, Miguel Bernard ha reconocido que mantuvo entrevistas con Francisco Nicolás Gómez Iglesias donde se trató el posible coste económico de retirar su acusación sobre Cristina de Borbón. Finalmente, el sindicato fue condenado a pagar el 100 % de los costos que el juicio causó a la infanta que quedó absuelta.
En abril de 2012 anunció que había presentado una denuncia contra el expresidente del Gobierno, José Luis Rodríguez Zapatero, la exministra de Economía y exvicepresidenta segunda del Gobierno, Elena Salgado, y el jefe de la Intervención General del Estado, José Alberto Pérez, por un presunto delito de falsedad en documento público y otro de daños a la economía nacional. Los dos primeros como «cooperadores e inductores necesarios» y el tercero como «autor material».
En marzo de 2013 solicitó la imputación de dos responsables del Ayuntamiento de Madrid gobernado por el Partido Popular (PP), por sendos delitos de prevaricación y tráfico de influencias. También a principios de 2013, Manos Limpias se incorporó como acusación popular a la causa abierta por la querella de Izquierda Unida (IU) contra Luis Bárcenas, Álvaro Lapuerta y otros dirigentes del Partido Popular, que desembocó en el llamado Caso Bárcenas por diversos delitos relacionados con la supuesta financiación ilegal del PP y la existencia de una contabilidad B del partido. En julio de 2013 encabezó, junto con el Partido Socialista Obrero Español (PSOE), la denuncia contra el expresidente de la Diputación de Orense José Luis Baltar por delito de prevaricación. En julio de 2014 Baltar fue condenado a nueve años de inhabilitación por ese delito.
En 2014 el sindicato fue condenado a pagar 30 000 euros por el Tribunal Supremo de Gibraltar, por daños y perjuicios a Fabian Picardo, Ministro principal de Gibraltar. La condena fue ratificada dos años después por el Tribunal Supremo español que, por intereses de demora, impuso una nueva pena de 60 000 euros más.
En noviembre de 2018 Manos Limpias denunció a Francisco Sánchez Martínez, político de Ciudadanos y director del centro de Elche de la Universidad CEU Cardenal Herrera a raíz de las noticias sobre el título de Derecho de Luis Rubiales.
En abril de 2024 Bernad denunció a Begoña Gómez, esposa del presidente del gobierno Pedro Sánchez, por supuestos delitos de tráfico de influencias y corrupción para afirmar al día siguiente que «será ahora el juez quien deberá comprobar si dichas informaciones periodísticas son ciertas o no». Ese mismo día la Fiscalía pidió archivar la denuncia. En mayo, tras la investigación efectuada por la UCO, órgano central de la Policía Judicial, no se encontró ningún indicio de los delitos de los que se le acusaba desde Manos Limpias. La Audiencia Provincial de Madrid respaldó la continuación de la investigación, pidiendo que se enfocara en las presuntas ayudas recibidas por la UTE y continuando la investigación conocida como Caso Begoña Gómez.

### Creación de un partido político
En 2015 se integró en el Partido por la Libertad junto a los partidos de ultraderecha Alternativa Española, Plataforma per Catalunya y España 2000. En 2018 la coalición intentó integrarse en Vox.

## Naturaleza pública
La sección 10 de la Audiencia Provincial de Barcelona, en su auto de 23 de marzo de 2015, confirmando una sentencia previa, recordó a Manos Limpias que la ley otorga el derecho a la acusación popular a entidades privadas, no a entidades públicas. Según dicho auto, «la acción popular solo puede ser vetada a los entes de naturaleza pública».
Esta resolución concluye que Manos Limpias es una organización «casi pública, aunque su constitución tiene base privada», ya que «su trascendencia y su naturaleza jurídica es pública». Y añade que «estamos ante dos conclusiones inequívocas: Manos Limpias es un sindicato y, además, su actividad se centra en el sector de la administración [...] Los sindicatos tienen reconocimiento constitucional, perciben ayudas y subvenciones públicas y se dedican a participar en procesos de negociación colectiva. Por lo tanto, su naturaleza nunca puede ser privada». Para la Audiencia, dado que la actividad de este sindicato se centra en el sector de la administración, Manos Limpias no tiene legitimidad para suplantar el papel atribuido por la ley al Ministerio Fiscal que ostenta el principio acusatorio en defensa del bien general.

## Ideología y críticas
Manos Limpias se define como un sindicato anticorrupción («interpondremos todo tipo de denuncias ante las corrupciones políticas o económicas que lesionen el interés público o general») y contrario a los nacionalismos separatistas («lucharemos siempre por la defensa del orden constitucional de nuestro país, frente a los movimientos separatistas que pretenden disgregarlo»). Toma el nombre del movimiento italiano del mismo nombre promovido por el fiscal de Milán Di Pietro, en el que afirman inspirarse. Su adscripción ideológica ha sido frecuentemente calificada de ultraderechista, tanto por medios nacionales, como alguno internacional. Se dio a conocer por presentarse, como parte interesada, en numerosas demandas judiciales en contra de decisiones de las administraciones gobernadas por partidos de izquierda y nacionalistas periféricos.
En esta línea, en el año 2000, compartió su sede en Madrid con la del sindicato Fuerza Nacional del Trabajo. Su principal dirigente, Miguel Bernad, fue un militante ultraderechista, responsable de la organización Frente Nacional y nombrado Caballero de Honor de la Fundación Nacional Francisco Franco por sus «servicios en defensa de los ideales del Movimiento». Además ha justificado el uso de la violencia llevada a cabo por la ultraderecha española posfranquista, cuando los militantes de Fuerza Nueva eran temidos por su organización paramilitar y los numerosos altercados callejeros que protagonizaban armados de cadenas y chacos.
En marzo de 2005 Manos Limpias amenazó con presentar una querella contra el fiscal general del Estado Cándido Conde-Pumpido si este no retiraba la calificación de ultraderechista hacia esta organización en sus declaraciones. Así, Manos Limpias rechazó tener un carácter ultraderechista y afirmó que, «aunque esto fuera cierto, el artículo 14 de la Constitución dice que nadie puede ser discriminado por razón de su nacimiento, raza, sexo, religión, opinión o cualquier otra condición o circunstancia personal o social». Finalmente Conde-Pumpido se retractó afirmando que no pretendía injuriar sino «con mayor o menor fortuna, [...] ubicar, en el que consideraba su exacto contexto político, una iniciativa –en todo caso respetable– [...] en relación con determinado proceso judicial», y que tomó como referencia un reportaje de El Mundo en el que Bernad reclamaba su afinidad con Blas Piñar.
La propia asociación alega que no es de extrema derecha ni de izquierdas y que todas las personas tienen derecho a evolucionar ideológicamente. Sin embargo, en febrero de 2014 Miguel Bernad se sumó a Soluciona, un nuevo partido de extrema derecha liderado por el empresario Armando Robles, y posteriormente Manos Limpias ha dado su apoyo a sucesivas alianzas ultraderechistas.

## Polémicas

### Sindicato cuyo único objetivo es querellarse
Con más de 6.000 afiliados, Manos Limpias no presenta cuentas ni celebra las asambleas que obligan sus estatutos. Además, tampoco cuenta con representación en ningún centro de trabajo, desconociéndose su representatividad en el ámbito funcionarial.
La Audiencia de Barcelona sostiene que «parece que la actividad de este sindicato no es otra que la de interponer denuncias», y recuerda que «es también obligación de los tribunales garantizar el derecho de defensa y la celeridad del proceso». El auto advierte de que la actividad de Manos Limpias pueda provocar «hipertrofia acusatoria que puede llegar a afectar al derecho de defensa y a convertir el proceso en aún más lento y crear una pluralidad de acusaciones que en tanto no son ofendidas por el delito, no pueden tener en el proceso penal un interés diferente al del Ministerio Fiscal».En 2025, el Tribunal Supremo lamenta la cantidad de acciones penales sin fundamento que se presentan mensualmente.
En su libro sobre Manos Limpias, el periodista de investigación Javier Chicote Lerena habla de la sobreexplotación de esta agrupación, y destaca "su frenesí querulante, su afán por lanzarse sobre el primer barrizal que tuviera a la vista para lograr repercusión”.
En marzo de 2025, la Sala de lo Penal rechaza una nueva querella de Manos Limpias y "sanciona su estrategia de llevar noticias de prensa a los tribunales para intentar abrir causas judiciales". 

### Investigación de la Fiscalía por apropiación indebida y blanqueo
En 2015 la Fiscalía de Delitos Económicos de Madrid investigó al dirigente de Manos Limpias Miguel Bernad y a la abogada del sindicato Virginia López Negrete por un supuesto delito de apropiación indebida y blanqueo de capitales. Según el ministerio público, a finales de 2010 se habrían repartido los fondos que el sindicato había recaudado de los afectados por la estafa del Fórum Filatélico y Afinsa. El Juzgado admitió la querella contra ambos.
La Comisión de Prevención de Blanqueo de Capitales e Infracciones Monetarias (Sepblac) realizó un exhaustivo informe de inteligencia financiera y halló indicios de actividad delictiva. Por este motivo, el Sepblac remitió una denuncia a la Sección de Delitos Económicos de la Fiscalía Provincial de Madrid, donde abrieron diligencias de investigación. El informe de investigación financiera relativo a las cuentas de Virginia López Negrete reveló movimientos de dinero sospechosamente elevados.

### Investigación del Tribunal Supremo por abuso procesal
En febrero de 2015 la Sala de lo Penal del Tribunal Supremo español abrió una investigación a Manos Limpias al considerar que pudo incurrir en un abuso procesal. En su resolución dice que «no es admisible que la parte procesal descontenta con la sentencia responda, no con la interposición de un recurso, sino con la presentación de una querella huérfana de fundamento». Y añade que «si se generalizase esa forma de reaccionar quedaría dinamitado el clima de seguridad y sosiego que debe rodear a un Tribunal a decidir».

### Investigación de la Fiscalía y la UDEF por extorsión
La Unidad de Delincuencia Económica y Fiscal (UDEF) de la Policía Nacional investigó desde noviembre de 2014 a Ausbanc y Manos Limpias por coordinarse para interponer querellas contra todo tipo de empresas e instituciones y exigirles luego grandes sumas de dinero a cambio de retirarlas. Las pesquisas fueron dirigidas por el juez de la Audiencia Nacional Santiago Pedraz, y se centraron principalmente en el presidente de Ausbanc Luis Pineda Salido, en el secretario general de Manos Limpias Miguel Bernad y en la abogada Virginia López Negrete.
Según las pesquisas policiales, Ausbanc intimidaba con abrir causas judiciales, para lo cual se asoció con Manos Limpias, organizaciones dirigidas respectivamente por Pineda y Bernard, quienes mantenían amistad desde hacía años y estuvieron relacionados con los ambientes ultraderechistas.
La investigación se inició a partir de las denuncias de extrabajadores de los bancos acosados y varias víctimas de la presunta trama, entre ellas uno de los acusados del 'caso Nóos'. Uno de los hechos investigados fue la retirada en pleno proceso judicial de una denuncia interpuesta por Manos Limpias, supuestamente «porque ya habían cobrado la extorsión»; lo cual fue negado por el sindicato, alegando sufrir «una campaña de acoso y derribo» por parte de las «cloacas del Estado dirigidas por la vicepresidencia del Gobierno» por haber mantenido la acusación contra Cristina de Borbón, hermana del Rey.
En abril de 2016 la UDEF desmanteló las cúpulas de Manos Limpias y Ausbanc en el curso de las investigaciones seguidas contra Miguel Bernad y Luis Pineda, que fueron detenidos por esos presuntos delitos. En septiembre del mismo año el juez Santiago Pedraz citó a declarar como imputada a la abogada López Negrete, en su calidad de «directora jurídica», por su «importante, concertada y coordinada» actuación dentro de dicha trama de extorsión.
En diciembre de 2017, en su escrito de acusación, la Fiscalía solicitó penas de cárcel para los once acusados en esta causa y la disolución del sindicato Colectivo de Funcionarios Manos Limpias y de la Asociación Cívica Española Manos Limpias, así como de todas las sociedades del grupo Ausbanc, por los delitos de estafa, blanqueo, extorsión, amenazas, administración desleal, fraude en las subvenciones y pertenencia a organización criminal. En concreto solicitó 24 años y 10 meses de prisión para Bernad, y 11 años y 11 meses para López Negrete.
En 2021, la Audiencia Nacional condenó a Miguel Bernad y al resto de acusados, pero tres años después, el 11 de marzo de 2024, la Sala de lo Penal del Tribunal Supremo absolvió a todos los acusados, aunque dejó como hechos probados que sí hubo hechos éticamente cuestionables.